# Včelín (rybník)
Včelín, běžně zvaný Včelínek, je malý lužní rybník v Břeclavi jihozápadně od zámku. Nachází se v místech původního nejspodnějšího úseku potoka Včelínek, po kterém se jmenuje. Ze západu je vymezen hrází odlehčovacího ramene Dyje, z něhož je napájen a do kterého je zpět odvodňován. Má plochu asi 4 ha a průměrnou hloubku 2 metry. U rybníka sídlí pobočka Moravského rybářského svazu, která zde má sádky a provozovnu.
V rybníku je ostrůvek s dochovaným objektem lehkého opevnění (bunkr Břeclav/34/C 180-200).
Včelín je využíván Břeclavany hlavně k rybaření a v zimě za dostatečných mrazů je oblíbeným místem pro bruslení.